# Nycteola stoninus
Nycteola stoninus är en fjärilsart som beskrevs av Curtis 1829. Nycteola stoninus ingår i släktet Nycteola och familjen trågspinnare. Inga underarter finns listade i Catalogue of Life.